# Melarhaphe
Genre
Melarhaphe est un genre de mollusques gastéropodes marins de la famille des Littorinidae.

## Liste des espèces
Selon GBIF (10 mai 2023) :
- Melarhaphe bernayi (Cossmann, 1888)
- Melarhaphe deshayesi (Cossmann, 1888)
- Melarhaphe ezanvillensis (Gougerot & Le Renard, 1978)
- Melarhaphe gibbosa (Etheridge & Bell, 1893)
- Melarhaphe levata (Deshayes, 1861)
- Melarhaphe ligeriana (Kadolsky, 1975)
- Melarhaphe mausseneti (Cossmann, 1907)
- Melarhaphe neritoides (Linnaeus, 1758)
- Melarhaphe nodulifera (Kadolsky, 1973)
- Melarhaphe obtusangula (Sandberger, 1859)
- Melarhaphe perminima Pacaud, 2019
- Melarhaphe pomeroli (Gougerot & Braillon, 1968)
- Melarhaphe silvae Landau, Marquet & Grigis, 2004
- Melarhaphe tumida (O.Boettger, 1869)
- Melarhaphe vanhyftei Pacaud, 2019

À noter que le WoRMSWorld Register of Marine Species (10 mai 2023) ne reconnait comme seule l'espèce que Melarhaphe neritoides (Linnaeus, 1758). 

## Systématique
Le nom valide complet (avec auteur) de ce taxon est Melarhaphe Menke (d), 1828.
Melarhaphe a pour synonymes :
- Melaphehe Sacco, 1895
- Melaphra Weyenbergh, 1875
- Melarapha Cristofori & Jan, 1832
- Melaraphe Menke, 1828
- Melaraphis Schaufuss, 1869
- Melarapta Simroth, 1907
- Melarhophe Hall, 1867
- Melarpha Paetel, 1875
- Melarraphe Martens, 1897
- Melarrhaphe Martens, 1897
- Melephene Sacco, 1895